# Colônia (Jundiaí)
A Colônia é um dos bairros mais antigos da cidade de Jundiaí.

## História
A Colônia é um dos bairros mais antigos da cidade. Sua origem remonta aos finais do século XIX. Àquela época, Pedro II, então imperador, ordenou a criação de núcleos coloniais a fim de ocupar produtivamente terras ainda despovoadas. Acatando as ordens do imperador, Antônio Queiroz Telles, presidente da então província de São Paulo, implantou quatro núcleos coloniais, entre eles o Núcleo Colonial Barão de Jundiaí, datado de 1887. Os imigrantes que vieram para ocupar este e os demais núcleos tiveram suas passagens subsidiadas pelo governo. Os núcleos coloniais foram, portanto, assentamentos planejados de trabalhadores, geralmente localizados em terras férteis, de boas pastagens e favoráveis em relação ao transporte e à distribuição de mercadorias. O Núcleo Colonial Barão de Jundiaí, nome dado por Antônio Queiroz Telles em homenagem a seu pai, contava com 221 alqueires de terra e distava cerca de 3 Km do centro da cidade. No centro do bairro, foram construídas uma praça, uma igreja e uma escola. Em 1894, já no período republicano, o núcleo estava consolidado e os colonos se tornaram proprietários de seus lotes.

## Localização
O bairro da Colônia está localizado na Região Leste do Município.

### Loteamentos
O bairro é composto pelos loteamentos :
- Jardim do Lírio
- Jardim Caçula
- Jardim Colonial
- Jardim Roma
- Núcleo Colonial Barão
- Jardim Coração de Jesus
- Jardim das Carpas
- Jardim Itália
- Vila Joaquina
- Vila Balestrim de Jundiaí
- Conjunto Neide Eliana
- Jardim Dom Bosco
- Jardim Santa Lourdes

## Uso do solo
Observe que o bairro da Colônia, embora predominantemente residencial, apresenta uma significativa área industrial.
- Uso residencial: 61,13%
- Uso comercial e de serviços: 6,49%
- Uso institucional: 5,67%
- Uso industrial: 26,71%